# Emiliano Iglesias

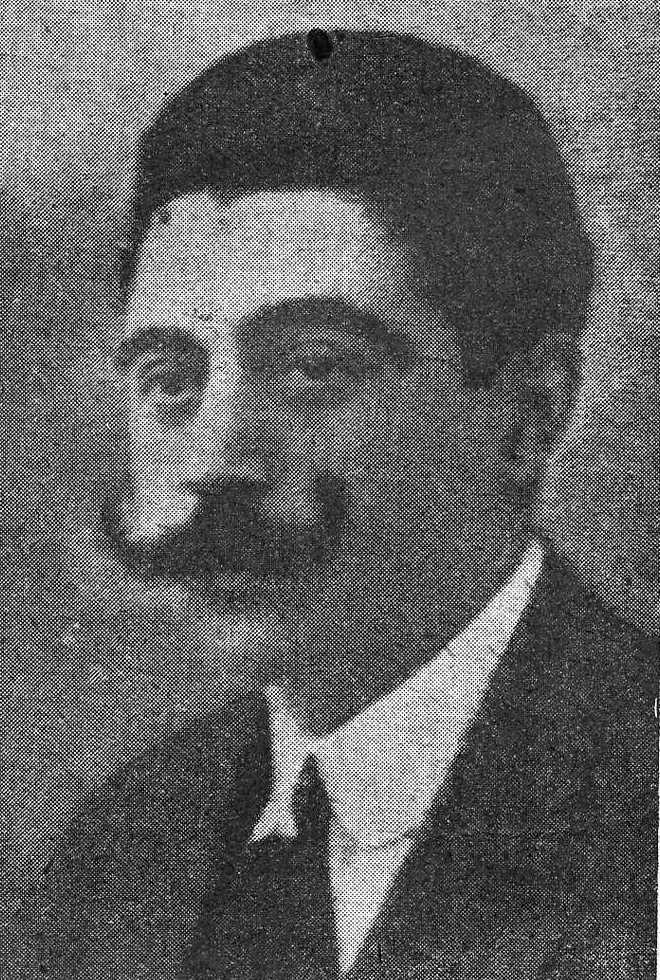
Emiliano Iglesias Ambrosio

Emiliano Iglesias Ambrosio (Puenteareas, 28 de julio de 1878-Madrid, 3 de octubre de 1941) fue un político español.

## Trayectoria
Hizo el Bachillerato en Pontevedra. Lideró la juventud federal de esa ciudad y en 1894 era miembro del Partido Federal. Licenciado en Derecho por la Universidad de Santiago de Compostela, ejerció durante algún tiempo en Pontevedra donde fue director del periódico La Unión Republicana. En 1904 los círculos republicanos de Pontevedra organizaron un mitin, en el Teatro Circo, en el que habló Alejandro Lerroux, de gira por Galicia. El acto fue convocado a través de un manifiesto firmado por Joaquín Poza Cobas, en nombre de El Grito del Pueblo, Emiliano Iglesias, por la Juventud Republicana, Sebastián Maquieira, por el Casino Republicano, entre otros. Emiliano Iglesias siguió a Lerroux a Barcelona, instalándose definitivamente allí en 1906.
Con Lerroux fundó en Barcelona el Partido Radical, del que fue destacado dirigente. Desde 1906 dirigió El Progreso, portavoz del radicalismo. Desde esta publicación defendió a Francisco Ferrer Guardia cuando fue implicado en el atentado de Mateo Morral contra Alfonso XIII y atacó a Solidaridad Catalana. También fue presidente del Ateneo de Concentración Republicana Radical del VI Distrito de Barcelona. Cuando Lerroux marchó al exilio en Argentina en 1908, se convirtió en el líder del Partido Radical en el interior. En 1909 fue elegido concejal en Barcelona, donde fue acusado de irregularidades administrativas.
Desde las páginas de El Progreso atacó de forma virulenta tanto a la Iglesia católica como al ejército, a causa de la guerra de Marruecos. Sin embargo, también a partir de 1908 desarrolló una intensa campaña en contra de Solidaridad Obrera con el objetivo de conservar para el radicalismo el apoyo de los sectores obreros barceloneses. A causa de su enfrentamiento con los solidarios, mantuvo una actitud ambigua en relación con los sucesos de la Semana Trágica, lo que no impidió su detención el 31 de julio y su procesamiento en la llamada "Causa contra Trinidad Alted Fornet, Emiliano Iglesias Ambrosio, Luis Zurdo Olivares, Juana Ardiaca Mas e Francisco Ferrer Guardia, por el delito de rebelión militar», siendo, sin embargo, exonerado en marzo de 1910. Después defendió a algunos de los implicados, incluso al mismo Ferrer Guardia, y fue elegido diputado en las elecciones generales de ese año. En 1914 firmó en nombre de su partido el Pacto de Sant Gervasi, mediante el cual los radicales y la Unión Federal Nacionalista Republicana acordaban una coalición electoral en Cataluña para las elecciones de ese año. El pacto no consiguió los resultados esperados, lo que provocó la desbandada de la UFNR. La firma del pacto provocó el distanciamiento entre Lerroux e Iglesias. Este fue elegido concejal en Barcelona en 1917 y detenido durante la huelga general revolucionaria de ese año. Fue elegido diputado en las elecciones generales de 1920 y 1923, yendo al exilio en Francia durante la dictadura de Primo de Rivera.
De vuelta a Barcelona, al proclamar Lluís Companys la República en Barcelona el 14 de abril de 1931, ocupó el gobierno civil, pero fue rápidamente desalojado por los anarquistas, sin llegar a tomar posesión del cargo (Companys fue nombrado gobernador civil por Macià y confirmado poco después por Miguel Maura). En 1931 fue elegido diputado en las Cortes Constituyentes por el Partido Republicano Radical en la circunscripción de Pontevedra, dentro de la candidatura liderada por la Federación Republicana Gallega. Durante esta legislatura, fue el vicepresidente del comité que redactó el proyecto de constitución. Revalidó su acta de diputado en 1933, de nuevo por Pontevedra, y fue nombrado embajador en México. No consiguió acta en las elecciones de febrero de 1936.

## Actividad periodística
Como periodista dirigió El Centinela, La Unión Republicana y La Justicia de Pontevedra y El Progreso de Barcelona, y colaboró en La Acción y El Grito del Pueblo de Pontevedra, La Voz del Campo de Marín, El País y El Liberal de Madrid.